# L'Institut (série télévisée)
Pour les articles homonymes, voir The Institute et Institute.
Production
Diffusion
L'Institut (The Institute) est une série télévisée américaine créée par Jack Bender. Il s'agit d'une adaptation du roman L'Institut de Stephen King.
La série est présentée au festival South by Southwest en juin 2025. Elle est ensuite diffusée sur MGM+ à partir du 13 juillet 2025. En France, elle est diffusée depuis le 17 juillet 2025 sur le service HBO Max.

## Synopsis
Âgé de 14 ans, Luke Ellis est un génie. Un jour, il est kidnappé et se réveille dans un lieu étrange rempli d'enfants, l'Institut. Comme lui, ils possèdent tous des pouvoirs inhabituels et sont arrivés de la même façon. L'établissement est dirigé par la mystérieuse Mme Sigsby (Mary-Louise Parker). Dans une ville voisine, Tim Jamieson, un ancien policier hanté par ses souvenirs, est arrivé en quête d'une nouvelle vie. Mais le calme et la tranquillité ne dureront pas, car son histoire et celle de Luke sont vouées à se croiser.

## Distribution
Sauf indication contraire, les informations mentionnées dans cette section peuvent être confirmées par les bases de données cinématographiques IMDb et Allociné,  présentes dans la section « Liens externes ».
- Ben Barnes (VF : Emmanuel Garijo) : Tim Jamieson
- Mary-Louise Parker (VF : Rafaèle Moutier) : Mme Sigsby
- Simone Miller (VF : Jaynelia Coadou) : Kalisha
- Jason Diaz : Tony
- Brendan Beiser : Norbert Hollister
- Joe Freeman (VF : Clément Corinthe) : Luke Ellis
- Fionn Laird (VF : Gauthier Battoue) : Nick
- Hannah Galway (VF : Sara Chambin) : Wendy
- Jordan Alexander : Kate
- Martin Roach (VF : Thierry Desroses) : le chef Ashworth
- Mary Walsh : Annie
- Robert Joy (VF : Gérard Darier) : Hendricks
- Viggo Hanvelt : Avery
- Julian Richings (VF : Guy Vouillot) : Stackhouse
- Dan Beirne : Drew
- Arlen So : George
- Birva Pandya : Iris
- Jane Luk : Maureen

## Production

### Genèse et développement
En septembre 2019, peu après la parution du  roman L'Institut de Stephen King, David E. Kelley est lié à un projet de mini-série, avec Jack Bender comme réalisateur et produit par Spyglass,. En 2024, une nouvelle équipe de production est mise en place, toujours avec Bender toujours attaché, mais maintenant avec Benjamin Cavell comme scénariste et producteur exécutif pour MGM+ Studios. Huit épisodes sont annoncés.

### Attribution des rôles
En juin 2024, Ben Barnes et Mary-Louise Parker sont annoncés dans les rôles respectifs de Tim Jamieson et Mme Sigsby. Simone Miller et Jason Diaz rejoignent ensuite la série, pour incarner Kalisha et Tony. En septembre 2024, Joe Freeman, Fionn Laird, Hannah Galway, Julian Richings, Robert Joy, Viggo Hanvelt, Arlen So, Birva Pandya, Dan Beirne, Martin Roach ou encore Jane Luk sont également annoncés.

### Tournage
Le tournage se déroule au Canada, notamment à Halifax en Nouvelle-Écosse, entre août et novembre 2024,. Des premières images sont dévoilées en décembre 2024.

### Fiche technique
- Titre original : The Institute
- Développement : Benjamin Cavell
- Photographie : Christopher Ball et Vince Arvidson (en)
- Direction artistique : Mike Ryan Hall
- Décors : Matt Likely
- Costumes : Rachael Grant et Hannah Owens-Bender
- Casting : Robin D. Cook, Seth Yanklewitz et Ben Pollack
- Montage : Michele Conroy, Tad Seaborn et Maxyme Tremblay
- Musique : Mark Korven
- Producteur délégués : Benjamin Cavell, Jack Bender, Gary Barber, Stephen King, Sam Sheridan et Ed Redlich (en)
- Sociétés de production : Spyglass Media Group, MGM+ Studios et Sashajo Productions
- Sociétés de distribution : MGM+ (États-Unis) et HBO Max (Europe)
- Pays d'origine :  États-Unis
- Langue originale : Anglais
- Format : Couleur - 2:1
- Genre : thriller, Horreur
- Durée : 45 à 55 minutes
- Public :
  -  États-Unis :  (déconseillé aux moins de 17 ans)
  -  France :  (interdit aux moins de 16 ans)

 Sauf indication contraire, les informations mentionnées dans cette section peuvent être confirmées par la base de données cinématographiques IMDb,  présente dans la section « Liens externes ».

## Épisodes
1. The Boy
2. Shots For Dots
3. Graduation
4. The Box
5. Back Half
6. Run
7. Hide
8. Fight

## Diffusion et accueil
Le premier épisode est diffusé au festival South by Southwest d'Austin le 5 juin 2025. La série sera ensuite diffusée sur MGM+ dès le 13 juillet 2025,.